# Zeddam

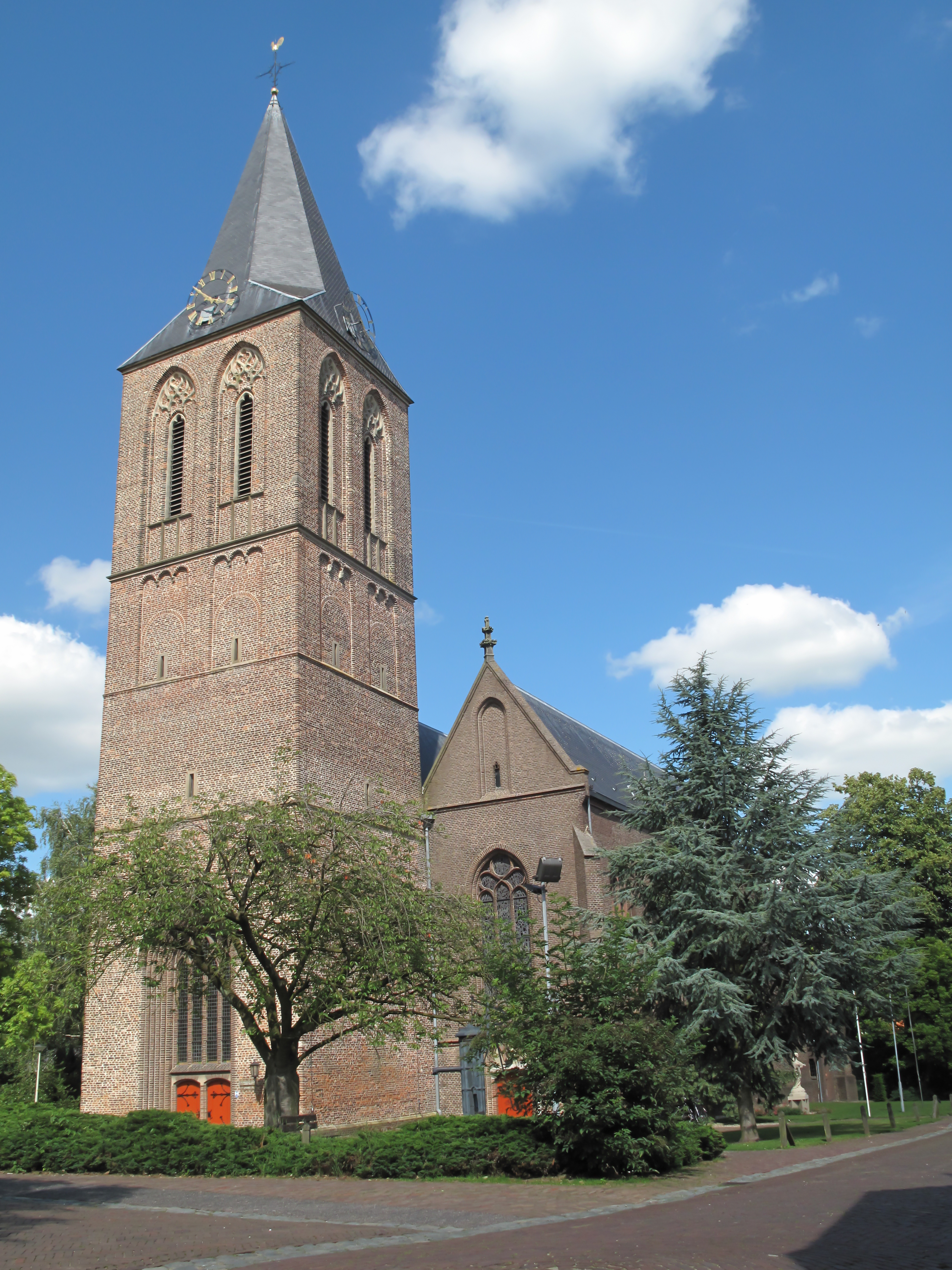
Zeddam, Sint Oswaldkerk

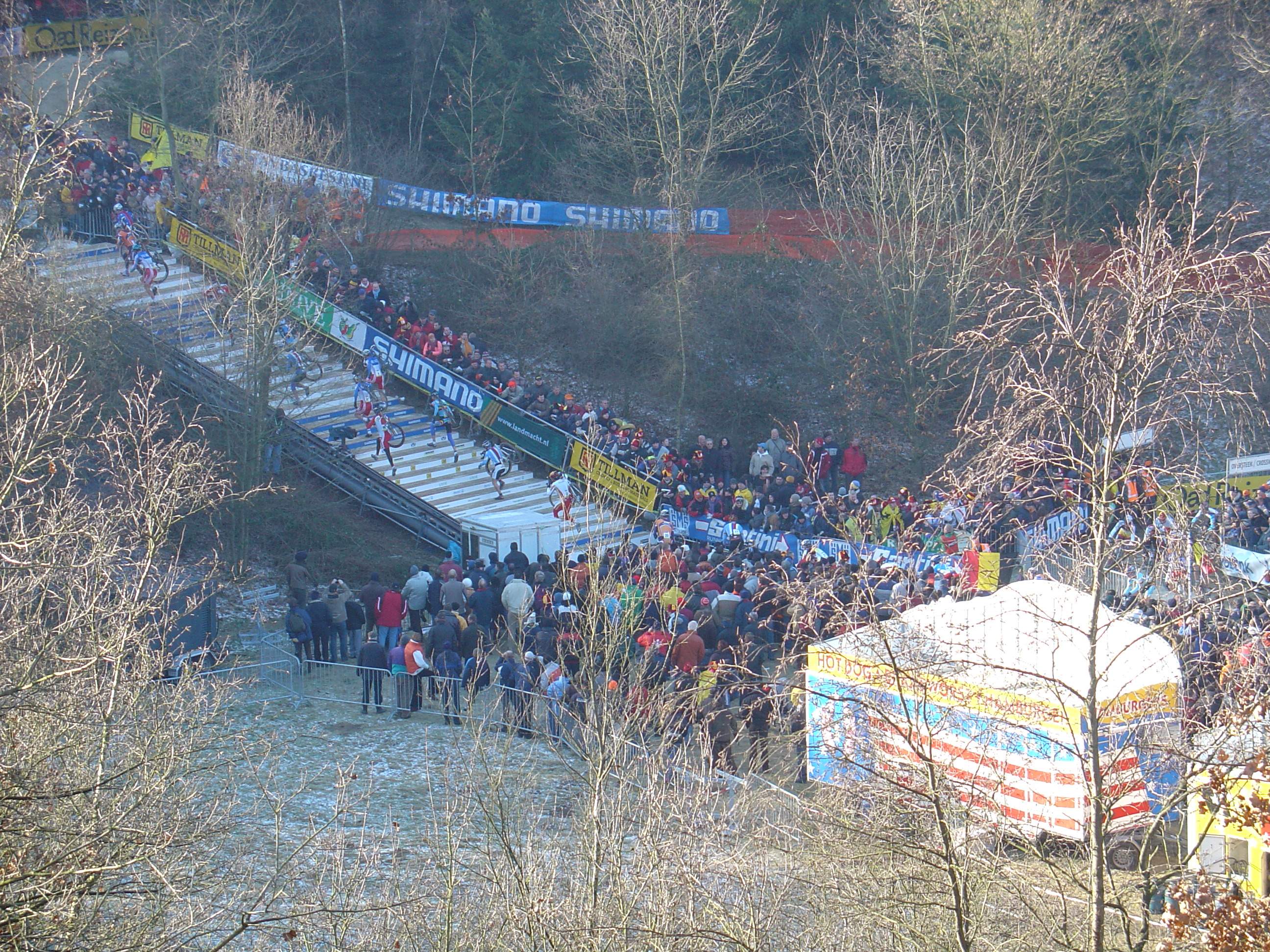
Cyclocross-Weltmeisterschaften 2005/2006

Zeddam ist ein niederländisches Dorf in der Gemeinde Montferland, Region Liemers, Provinz Gelderland, circa 7 km südlich von Doetinchem.
Auf dem Hügel wurden römische Reste gefunden mit dem Zeichen X für die 10. Legion, die in Noviomagus stand, die heute im nahen Haus Bergh zu sehen sind.
Die Motte Montferland wurde als Höhenburg auf einem Hügel von 66,8 m Höhe über dem Meeresspiegel um 1000 gebaut. Davon wurden mindestens 7 m künstlich für ein Plateau aufgeschüttet. Erste Besitzerin der noch Uplade genannten Burg war Gräfin Adela von Hamaland zusammen mit ihrem Gemahl Balderik. Im Streit um das Erbe ihres Vaters Wichmann von Hamaland soll sie ihre Schwester, die Äbtissin Luitgard, vergiftet haben, auch um den nahen Eltenberg in Besitz zu bekommen (so berichtet der Mönch Alpert von Metz). Im Jahr 1016 wurde die Motte durch ihre Feinde eingenommen und dem Erdboden gleichgemacht.
Danach gehörte die Burg den ersten Herren von Bergh. Man fand bei Grabungen ein Tor mit 5 m dicken Mauern, den dicksten Mauern in den mittelalterlichen Niederlanden, erbaut aus römischen Resten der Umgebung. Der fremdartige Name kam erst im 12.  Jahrhundert auf und kann mit dem Kreuzzug des Constantinus I. de Monte aus dem Hause Bergh zusammenhängen, der vielleicht die Kreuzfahrerburg Montferrand in Syrien kannte. 2009 wurde ein Versacken des Hügels durch Niederschläge festgestellt.
1699 wurde dort durch das Haus Bergh ein Jagdhaus gebaut, das heute als Hotel dient.
Zeddam war bis zur Vereinigung 1821 mit Bergh eine selbständige Gemeinde.
Die römisch-katholische Kirche steht unter dem Patrozinium des heiligen Oswald.

## Persönlichkeiten
- Gerard Meijer (* 1962), Physikochemiker, Hochschullehrer und Institutsdirektor
- Annette Duetz (* 1993), Seglerin und Olympionikin